# Mario Dobrescu
Mario Alexandru Dobrescu (* 24. Januar 2004) ist ein rumänischer Leichtathlet, der sich auf den Sprint spezialisiert hat.

## Sportliche Laufbahn
Erste internationale Erfahrungen sammelte Mario Dobrescu im Jahr 2025, als er bei den Balkan-Hallenmeisterschaften in Belgrad in 48,07 s den dritten Platz im C-Lauf über 400 Meter belegte und mit der rumänischen 4-mal-400-Meter-Staffel in 3:27,18 min die Bronzemedaille hinter der Türkei und Slowenien gewann. Ende Juni wurde er bei der 2. Liga der Team-Europameisterschaft in Maribor in 3:14,71 min Dritter in der Mixed-Staffel hinter den Teams aus der Slowakei und Norwegen. Anschließend schied er bei den U23-Europameisterschaften in Bergen mit 46,57 s im Halbfinale im 400-Meter-Lauf aus und belegte mit der Männerstaffel in 3:07,33 min den siebten Platz. Daraufhin belegte er bei den Balkan-Meisterschaften in Volos in 45,94 s den vierten Platz über 400 Meter und wurde über 200 Meter in 21,08 s Zweiter im B-Lauf.
2025 wurde Dobrescu rumänischer Hallenmeister im 400-Meter-Lauf.

## Persönliche Bestzeiten
- 400 Meter: 45,72 s, 5. Juli 2025 in Craiova
  - 400 Meter (Halle): 47,50 s, 18. Januar 2025 in London